# 市場 (船橋市)
市場（いちば）は、千葉県船橋市にある地名である。現行行政地名は市場一丁目から市場五丁目である。郵便番号は273-0001。

## 世帯数と人口
2022年（令和4年）1月1日現在の世帯数と人口は以下の通りである。
| 丁目       | 世帯数    | 人口    |
| ---------- | --------- | ------- |
| 市場一丁目 | 204世帯   | 478人   |
| 市場二丁目 | 180世帯   | 375人   |
| 市場三丁目 | 1,064世帯 | 2,159人 |
| 市場四丁目 | 1,005世帯 | 1,943人 |
| 市場五丁目 | 93世帯    | 223人   |
| 計         | 2,546世帯 | 5,178人 |

## 小・中学校の学区
市立小・中学校に通う場合、学区は以下の通りとなる。
| 番地                 | 小学校             | 中学校             |
| -------------------- | ------------------ | ------------------ |
| 市場一丁目           | 船橋市立市場小学校 | 船橋市立宮本中学校 |
| 市場二丁目           | 船橋市立市場小学校 | 船橋市立宮本中学校 |
| 市場三丁目           | 船橋市立市場小学校 | 船橋市立宮本中学校 |
| 市場四丁目 1番～3番  | 船橋市立峰台小学校 | 船橋市立宮本中学校 |
| 市場四丁目 4番～21番 | 船橋市立市場小学校 | 船橋市立宮本中学校 |
| 市場五丁目           | 船橋市立市場小学校 | 船橋市立宮本中学校 |

## 交通

### 鉄道
町の南端をJR東日本総武本線が通る。最寄り駅は東船橋駅。

### 道路
- 市場通り

## 施設
- 船橋市立市場小学校
- 船橋市立船橋高等学校
- 船橋警察署
- 船橋市地方卸売市場